# U.S. Bancorp
U.S. Bancorp — американська фінансова холдингова компанія. Головний офіс знаходиться в Міннеаполісі (штат Міннесота), зареєстрована в штаті Делавер. U.S. Bancorp входить до Національної асоціації банків США і є сьомою за величиною банківською установою в США.
Надає банківські, інвестиційні, іпотечні, трастові та платіжні послуги фізичним особам, підприємствам, урядовим структурам та іншим фінансовим установам. Банк має 3106 відділень та 4842 банкомати.
Посідає 117 місце у рейтингу Fortune 500. Частиною холдингу є компанія Elavon, що спеціалізується на операціях з кредитними картками для торговців, та Elan Financial Services, що є емітентом кредитних карток, який видає продукти кредитних карток U.S. Bancorp та іншим фінансовим установам.